# 香港基督教青年會

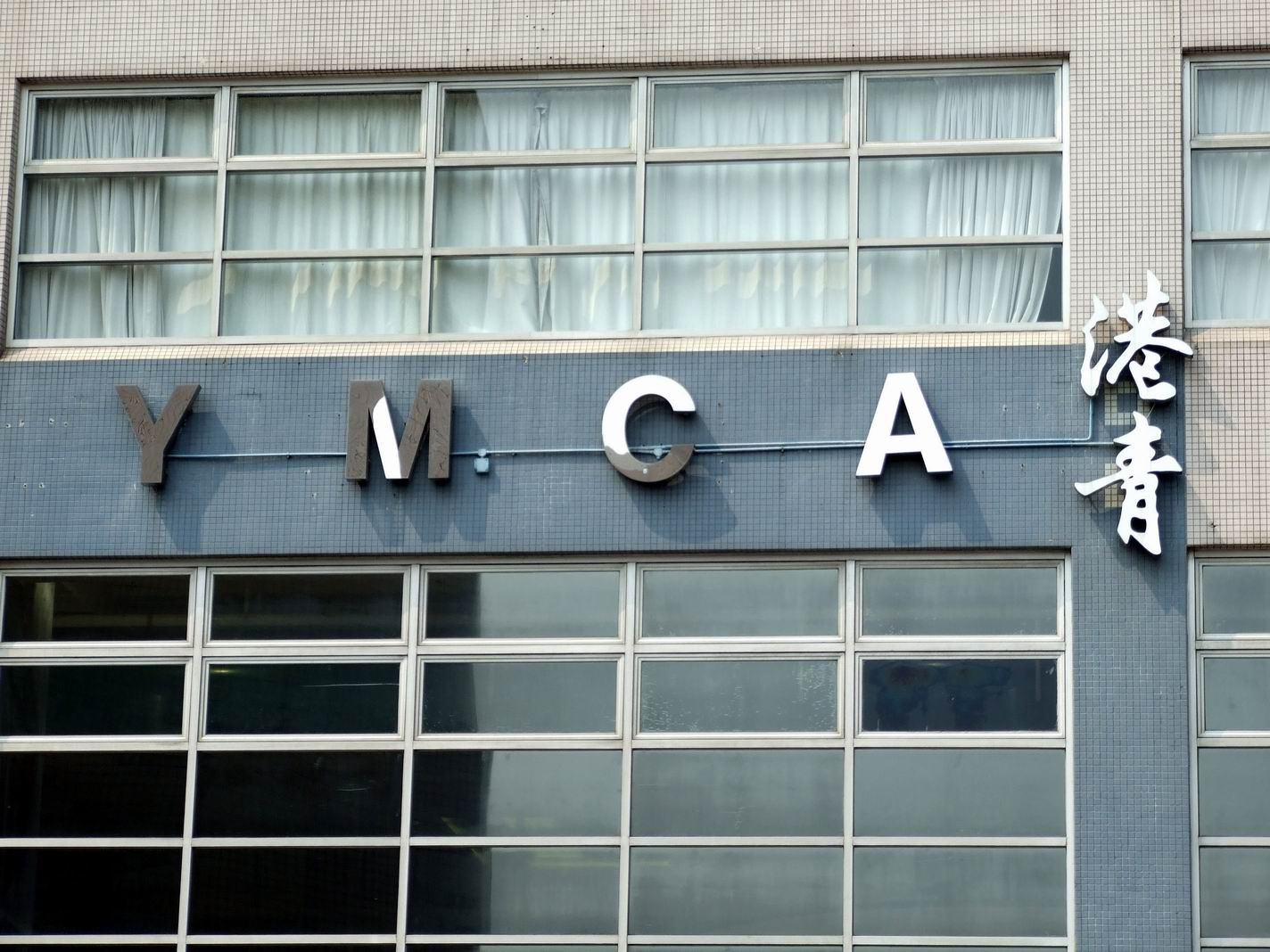
香港基督教青年會簡稱「港青」

香港基督教青年會（英語：YMCA of Hong Kong）於1901年成立，為香港註冊慈善團體，總部設於九龍尖沙咀梳士巴利道。它致力於在香港和國際社會促進正義、和平、希望和真理。它為社會服務，關心需要幫助的人，並為香港的活動提供贊助。

## 歷史
香港基督教青年會與香港中華基督教青年會有所區別。它們是香港的兩個獨立組織，可一同追溯到英格蘭佐治衛良成立的基督教青年會，但現時其組織有所不同，並提供不同的服務方向。香港基督教青年會於20世紀初成立時，會員大多數為外國籍，因此有「西青」之稱。憑藉其作為國際青年會的角色，由於服務的目標人群不同，它將進一步與香港中華基督教青年會和香港基督教女青年會區分開。現時該會的簡稱則為「港青」。
它的創始董事是義德先生，1905年至1935年總幹事為麥花臣先生。現任總幹事為何慶濂先生。

## 中心

### 梳士巴利道中心
香港基督教青年會梳士巴利道中心建於1924年，為一座樓高5層的方形建築，後於1989年7月重建為一座樓高16層的大樓。運動設施包括水運設施（嬉水池、訓練池及按摩池）、室內綜合性體育場館（1個標準籃球場、4個標準羽毛球場及體操設施）、2個標準壁球場、舞蹈室、健身中心、冰壺、健康中心及室內攀石場（2座室內攀石牆）。有303間客房及62間套房的「香港基督教青年會賓館」亦在其中。它已成為香港最好的酒店之一，海景套房並不是香港的最高價格，並且適合預算有限的遊客。酒店的餐廳很受歡迎。

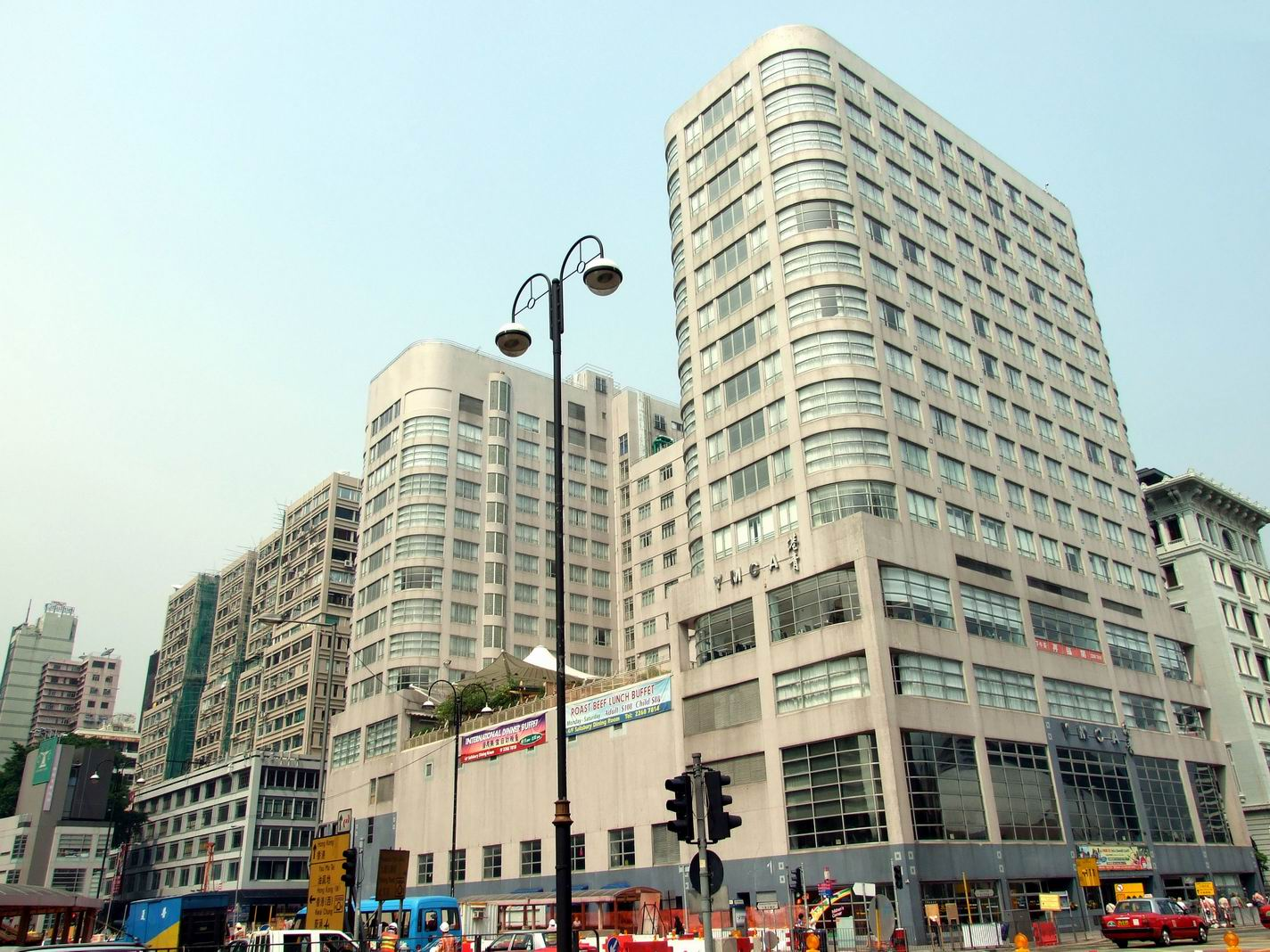
港青梳士巴利道中心
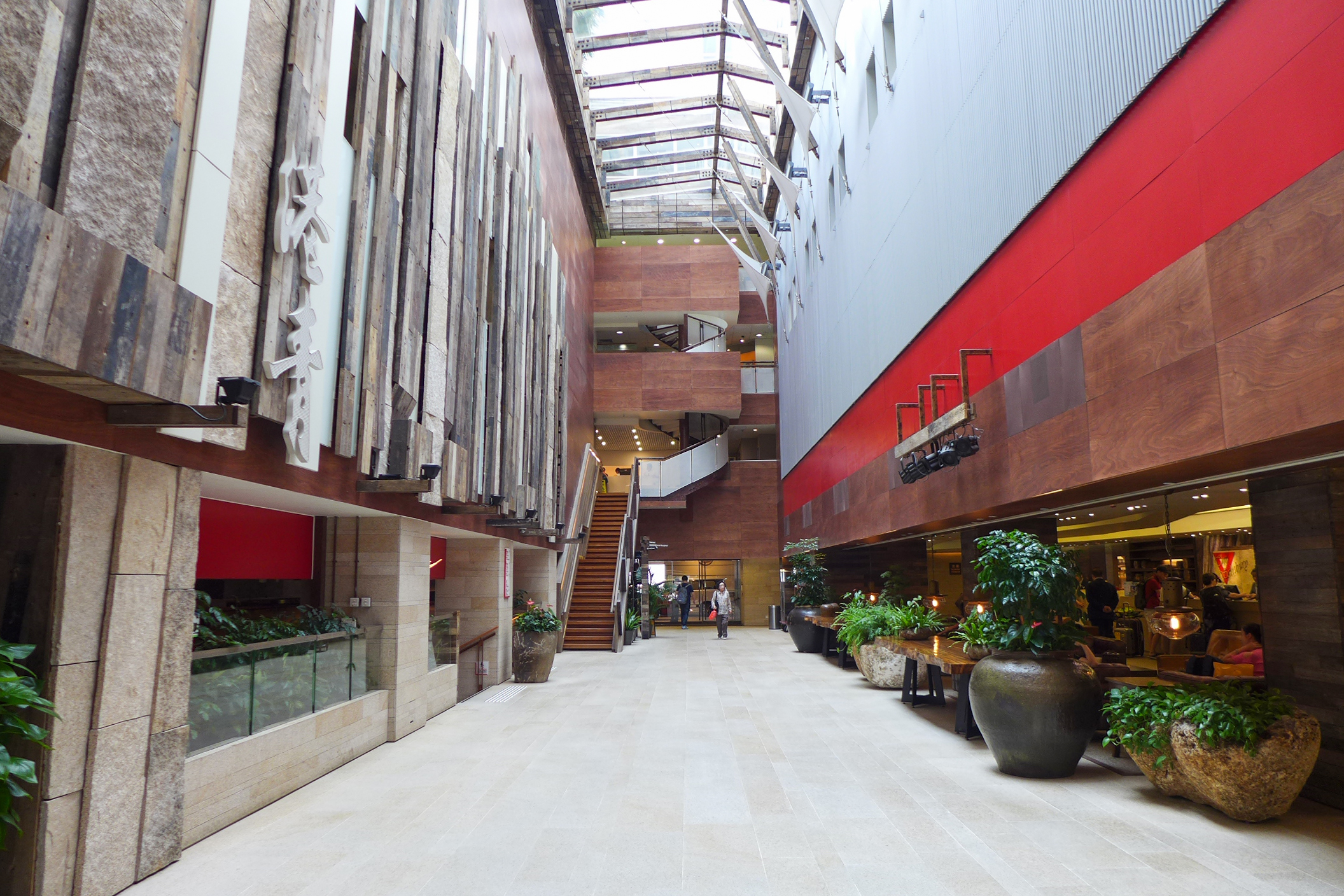
香港基督教青年會賓館大堂
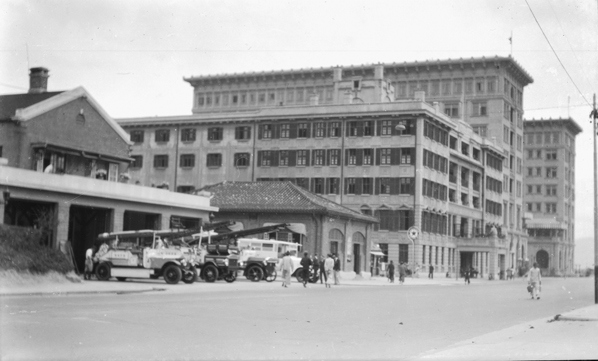
1930年代的梳士巴利道中心，前方為九龍消防局，後方為半島酒店

### 長沙灣中心
香港基督教青年會長沙灣中心位於長沙灣順寧道，於1998年12月開始投入服務，主要服務對象為兒童及青少年、家長、長者、新來港人士、有就業需要之人士、深水埗南亞裔及低收入家庭。中心設有電腦資源中心、多用途電腦訓練室、家政及家務助理訓練室、酒店房務員訓練室、職業技能培訓及測試中心、舞蹈及康體室、課室及多用途活動室、禮堂、輔導室、會員休憩閣、青少年遊戲及親子樂園。
西九龍耀信發展學習中心位於長沙灣保安道豐盛居地下，提供幼稚園教育、學前教育及小學文娛課程。長沙灣豐盛居商場一直空置。到2009年，香港基督教青年會以1.2億港元購入共三層的商場樓面及7個停車位，為香港少數售賣整個商場予社區團體的項目。香港基督教青年會購入項目後，於2010年2月收樓，以2,000至3,000萬元將原有的商場改建成「西九龍耀信發展學習中心」，提供國際幼稚園、高級文憑、海外大學學位課程、僱員再培訓局課程及長者持續進修課程等。

### 京士柏百周年紀念中心
京士柏百周年紀念中心位於京士柏加士居道，於2001年10月啟用，是香港首個及唯一一座極限運動中心，設有全香港最高（18米高）的戶外攀石場、有蓋比賽用的標準單線滾軸溜冰及曲棍球場、滑板場、三個標準戶外網球場、運動用品專門店、多用途活動室、更衣室及燒烤設施。

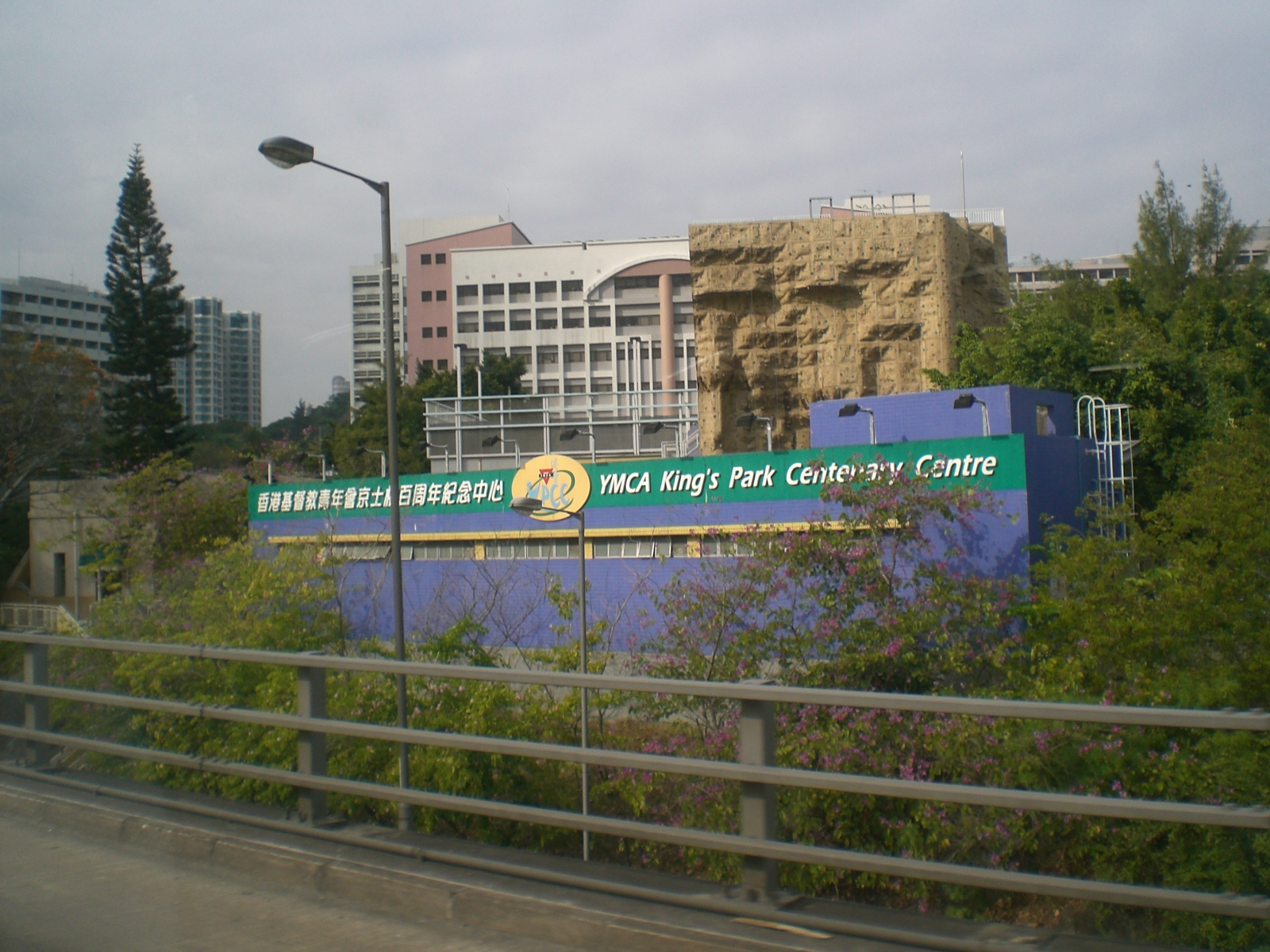
京士柏百周年紀念中心

## 教育

### 專業進修書院
港青專業進修書院位於尖沙咀梳士巴利道基督教青年會賓館6樓，於1992年創辦的一所非牟利教育機構。它還舉辦了各種教育青年環境保護的項目。

### 中學
港青基信書院位於大嶼山東涌，創校於2003年，是一所根據教育局直接資助計劃開辦的中學。這是香港基督教青年會自1901年創立以來，第一所贊助開辦的中學。該校的願景指出，其本着基督教的信念和價值觀，為學生營造一個具備優質教育條件的學習環境，根據基督教青年會的原則發展，積極培養一個歡欣及具啟發性的校園學習風氣，包括培養學生的好奇心、志向、韌性、企業和服務等方面。該校擁有種類繁多且有意義的替代學習方式，為學生提供了靈活的家課。
該校是東涌及離島區區內受歡迎的英文中學而聞名，亦提供國際學習環境和國際課程的本地直資中學。在國際性的環境中，該校有73％的學生來自40多個國家，超過四成教師均為外籍。

### 小學
新會商會港青基信學校位於九龍深水埗前新會商會九龍學校校舍，由香港基督教青年會及僑港新會商會合辦，創校於2013年，是一所男女英語私立小學。
該校的學生透過本地課程接受漢語和數學教育、透過國際課程接受英語和其他科目包括理工科（STEM）的教育、以及與英國教育相對應的實踐邊做邊學（Learn by doing）。該校和港青基信書院成為學校網絡。
成都金堂縣港青小學

### 幼兒學校
香港基督教青年會的非牟利資助全日制幼稚園，提供幼稚園教育、學前教育及小學文娛課程。
- 梳士巴利道中心國際幼稚園位於尖沙咀梳士巴利道[55]
- 長沙灣中心國際幼稚園位於西九龍長沙灣保安道豐盛居地下[24][55]
- 農圃道幼兒學校位於九龍城區農圃道[55][57]
- 港青基信幼稚園（啟晴）位於九龍城區啟晴邨[55][58]

### 康體教育及日營
康體教育及日營部提供多元化的康體、適能及日營課程（個人、團體及工商機構），共有四個支部，包括「康樂及體育部」、「適能及健康部」、「日營及社區活動部」及「京士柏百周年紀念中心」。

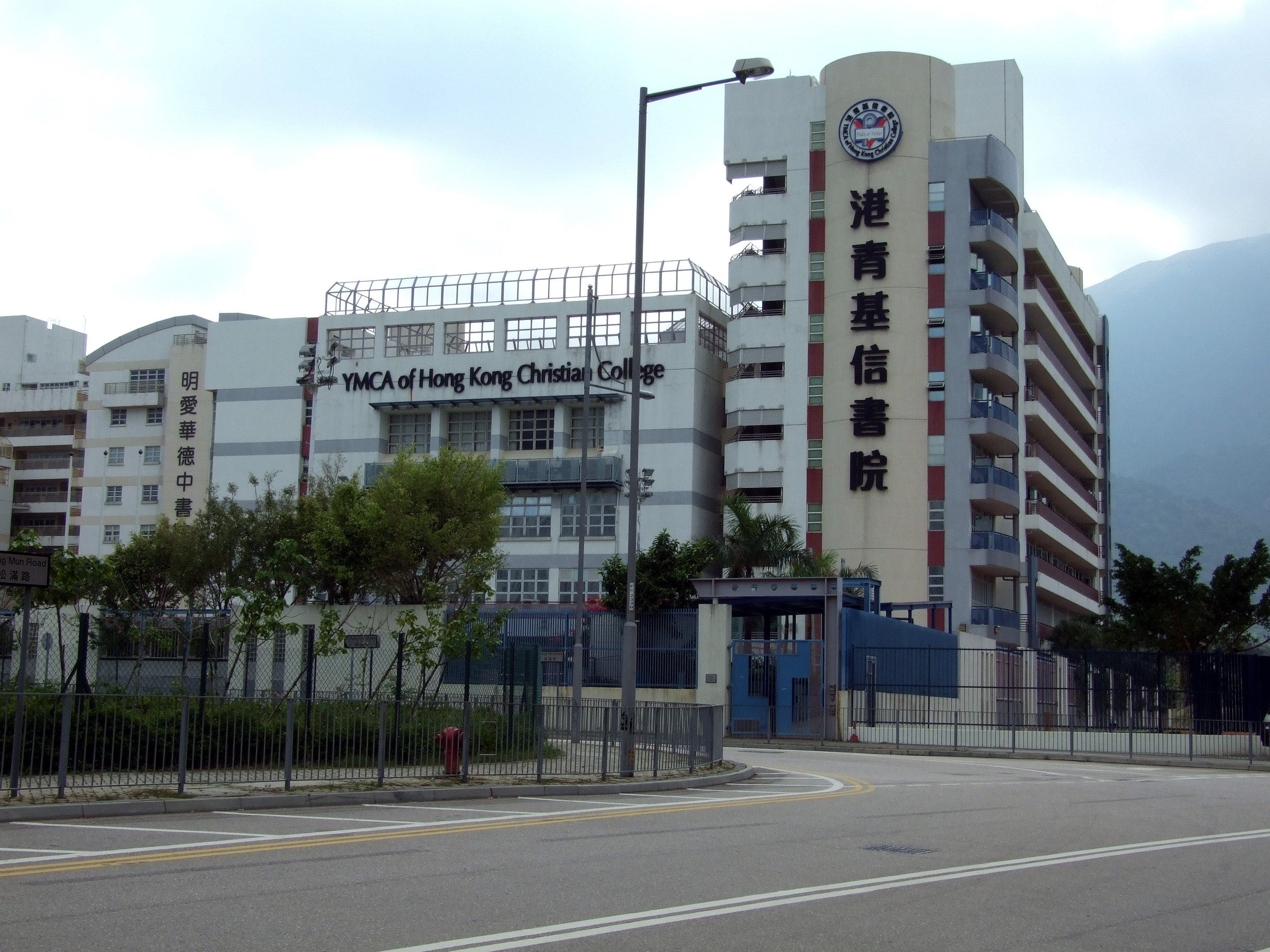
港青基信書院，是提供國際學習環境和國際課程的直資中學
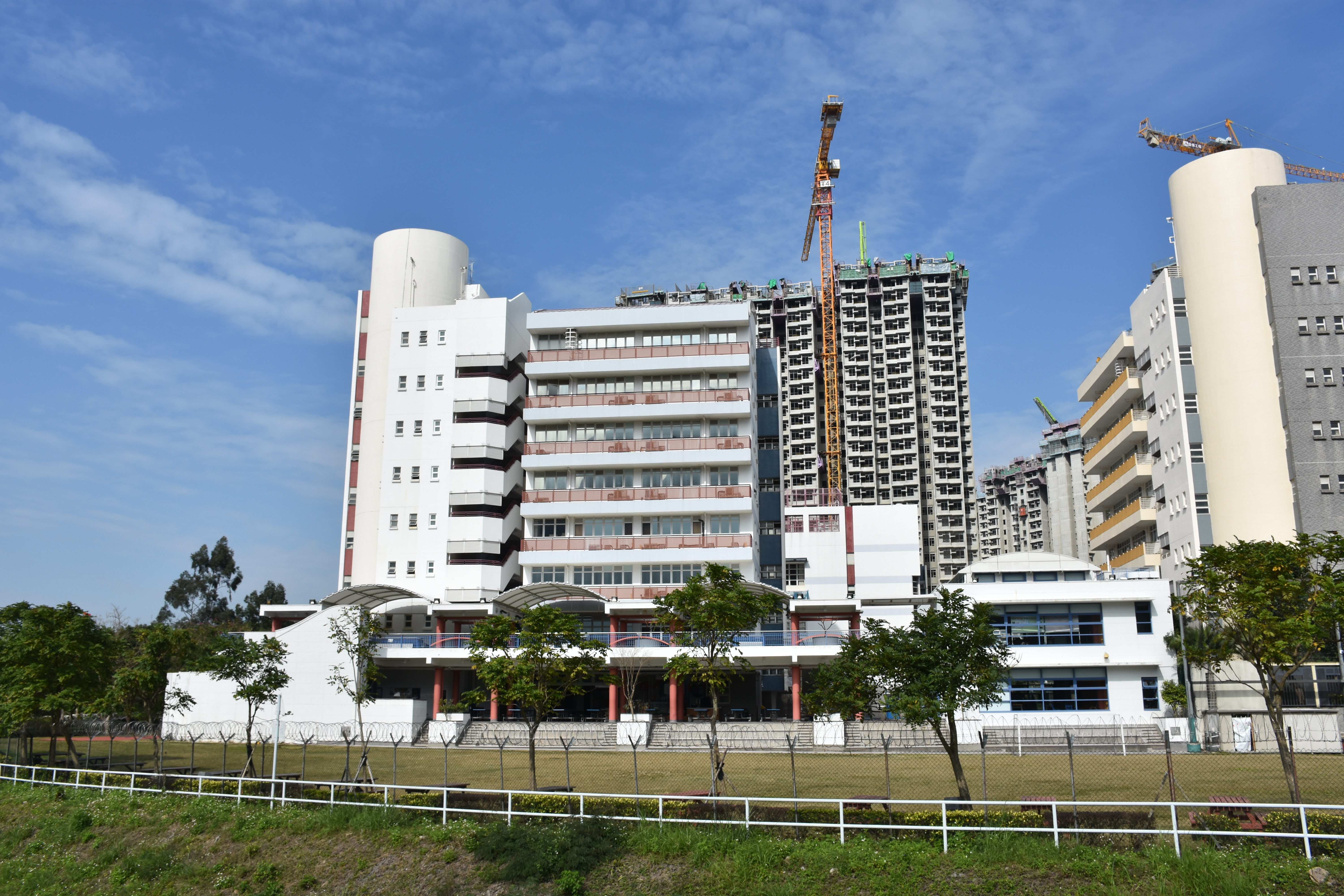
港青基信書院後方之大型足球場
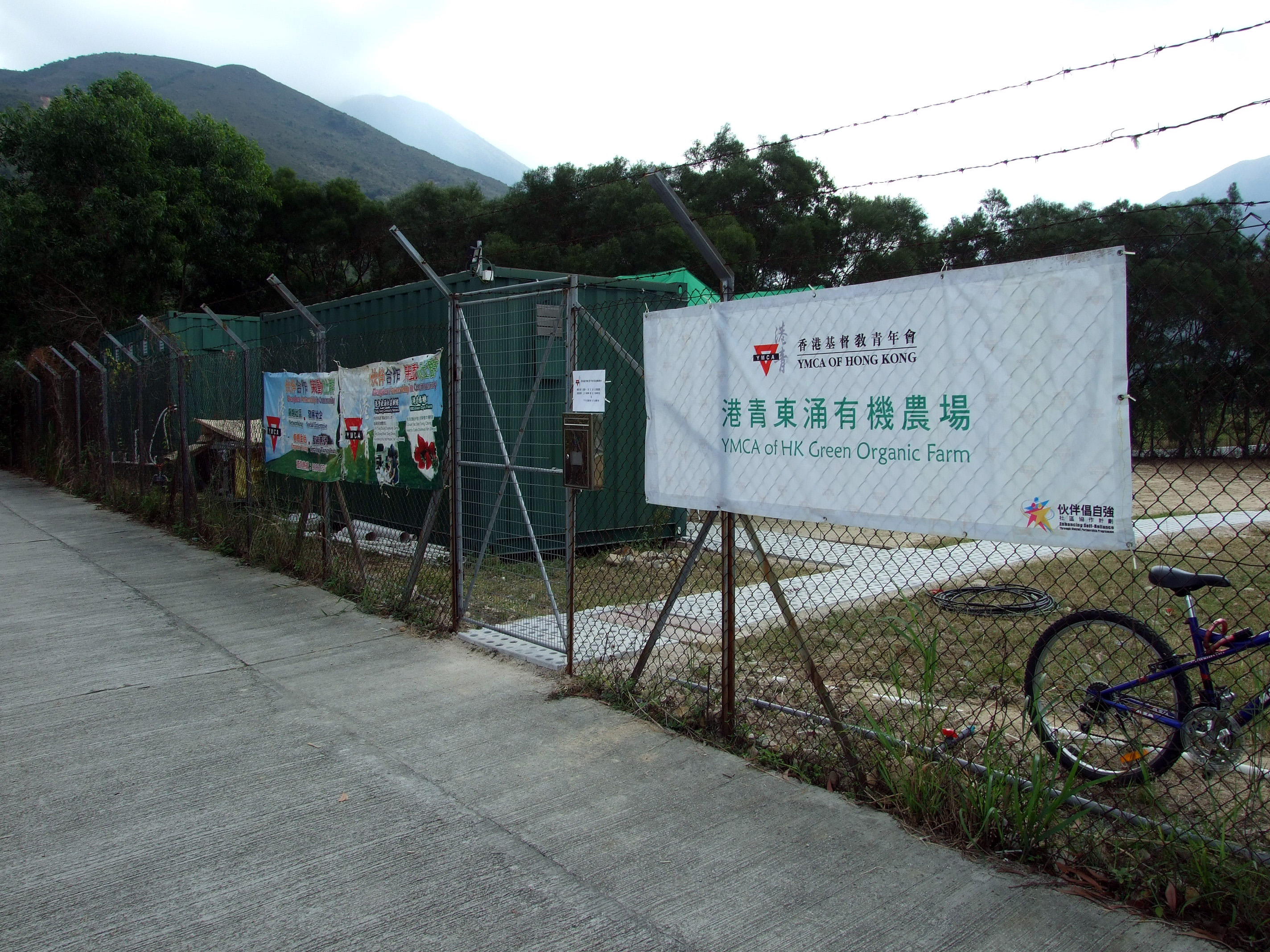
港青東涌有機農場